# David Morris (freestyleskiër)
David John Morris (Carlton (Victoria), 31 augustus 1984) is een Australische freestyleskiër, gespecialiseerd op het onderdeel aerials. Hij vertegenwoordigde zijn vaderland op de Olympische Winterspelen 2010 (Vancouver), op de Olympische Winterspelen 2014 (Sotsji) en op de Olympische Winterspelen 2018 (Pyeongchang).

## Carrière
Bij zijn wereldbekerdebuut, in januari 2009 in Deer Valley, scoorde Morris direct wereldbekerpunten. Op de wereldkampioenschappen freestyleskiën 2009 in Inawashiro eindigde hij op de achttiende plaats. In januari 2010 eindigde de Australiër in Deer Valley voor de eerste keer in zijn carrière in de top tien van een wereldbekerwedstrijd. Tijdens de Olympische Winterspelen van 2010 in Vancouver eindigde Morris als dertiende.
In Deer Valley nam hij deel aan de wereldkampioenschappen freestyleskiën 2011, op dit toernooi eindigde hij op de veertiende plaats. In januari 2013 stond de Australiër in Lake Placid voor de eerste keer op het podium van een wereldbekerwedstrijd. Op 23 februari 2013 boekte Morris in Boekovel zijn eerste wereldbekerzege. Op de wereldkampioenschappen freestyleskiën 2013 in Voss eindigde hij als vijfde op het onderdeel aerials. Tijdens de Olympische Winterspelen van 2014 in Sotsji veroverde de Australiër de zilveren medaille op het onderdeel aerials.
In de Spaanse Sierra Nevada nam Morris deel aan de wereldkampioenschappen freestyleskiën 2017. Op dit toernooi sleepte hij de bronzen medaille in de wacht op het onderdeel aerials. Tijdens de Olympische Winterspelen van 2018 in Pyeongchang eindigde hij als tiende op het onderdeel aerials.

## Resultaten

### Olympische Spelen
| Jaar | Plaats      | Resultaten  |
| ---- | ----------- | ----------- |
| 2010 | Vancouver   | 13e Aerials |
| 2014 | Sotsji      | Aerials     |
| 2018 | Pyeongchang | 10e Aerials |

### Wereldkampioenschappen
| Jaar | Plaats        | Resultaten  |
| ---- | ------------- | ----------- |
| 2009 | Inawashiro    | 18e Aerials |
| 2011 | Deer Valley   | 14e Aerials |
| 2013 | Voss          | 5e Aerials  |
| 2017 | Sierra Nevada | Aerials     |

### Wereldbeker
Eindklasseringen
| Seizoen   | Algm | AE     |
| --------- | ---- | ------ |
| 2008/2009 | 191e | 43e    |
| 2009/2010 | 34e  | 15e    |
| 2010/2011 | 51e  | 16e    |
| 2012/2013 | 9e   | Zilver |
| 2013/2014 | 16e  | 6e     |
| 2015/2016 | 33e  | 9e     |
| 2016/2017 | 77e  | 18e    |
| 2017/2018 | 86e  | 18e    |

Wereldbekerzeges
| Datum            | Plaats   | Onderdeel |
| ---------------- | -------- | --------- |
| 23 februari 2013 | Boekovel | Aerials   |